# Nove Luas
9 Luas é o oitavo álbum de estúdio dos Os Paralamas do Sucesso, lançado em  2 de julho de 1996.
 Como o último álbum de estúdio tinha sido o incompreendido e complexo Severino, 9 Luas trouxe de volta a simplicidade de tempos atrás, mas com músicas que mostram um lado maduro da banda. Dentre os sucessos do disco estão  "Lourinha Bombril", "La Bella Luna", "Capitão de Indústria" e "Busca Vida". O disco vendeu mais de 600 mil cópias.

## Faixas
Todas as faixas escritas e compostas por Herbert Vianna, exceto onde indicado. 
| N.º | Título                  | Compositor(es)                                                   | Duração |  |
| 1.  | "Lourinha Bombril"      | Diego Blanco / Bahiano (Los Pericos), versão Herbert Vianna      | 2:39    |  |
| 2.  | "Outra Beleza"          | Herbert Vianna / Lulu Santos                                     | 3:08    |  |
| 3.  | "La Bella Luna"         |                                                                  | 3:13    |  |
| 4.  | "De Música Ligeira"     | Gustavo Cerati / Zeta Bosio (Soda Stereo), versão Herbert Vianna | 3:33    |  |
| 5.  | "Capitão de Indústria"  | Paulo Sérgio Valle / Marcos Valle                                | 3:40    |  |
| 6.  | "O Caminho Pisado"      |                                                                  | 3:27    |  |
| 7.  | "Busca Vida"            |                                                                  | 2:55    |  |
| 8.  | "O Caroço da Cabeça"    | Herbert Vianna / Nando Reis / Marcelo Fromer                     | 3:29    |  |
| 9.  | "Sempre Te Quis"        |                                                                  | 2:43    |  |
| 10. | "Seja Você"             |                                                                  | 2:28    |  |
| 11. | "Na Nossa Casa"         |                                                                  | 3:28    |  |
| 12. | "Um Pequeno Imprevisto" | Herbert Vianna / Thedy Correa                                    | 3:12    |  |

### Créditos
Os Paralamas do Sucesso
- Herbert Vianna: voz, guitarra e violão; dobro em "La Bella Luna"
- Bi Ribeiro: baixo
- João Barone: bateria e percussão

Músicos
- João Fera: teclado
- Eduardo Lyra: percussão
- Senô Bezerra: trombone, arranjo de cordas em "Na Nossa Casa"
- Adriano Machado: arranjo de cordas em "Na Nossa Casa"
- Demétrio Bezerra:trompete
- Monteiro Júnior: saxofone
- Rolando Lopes: maracas em "Outra Beleza" e "La Bella Luna"
- As Gatas: vocais em "Outra Beleza"
- Chico Neves: samples em "Busca Vida"

Outras
- Carlos Savalla: produção
- Brad Gilderman: mixagem
- Pedro Ribeiro: assistente de produção, arte de capa